# Gorytos

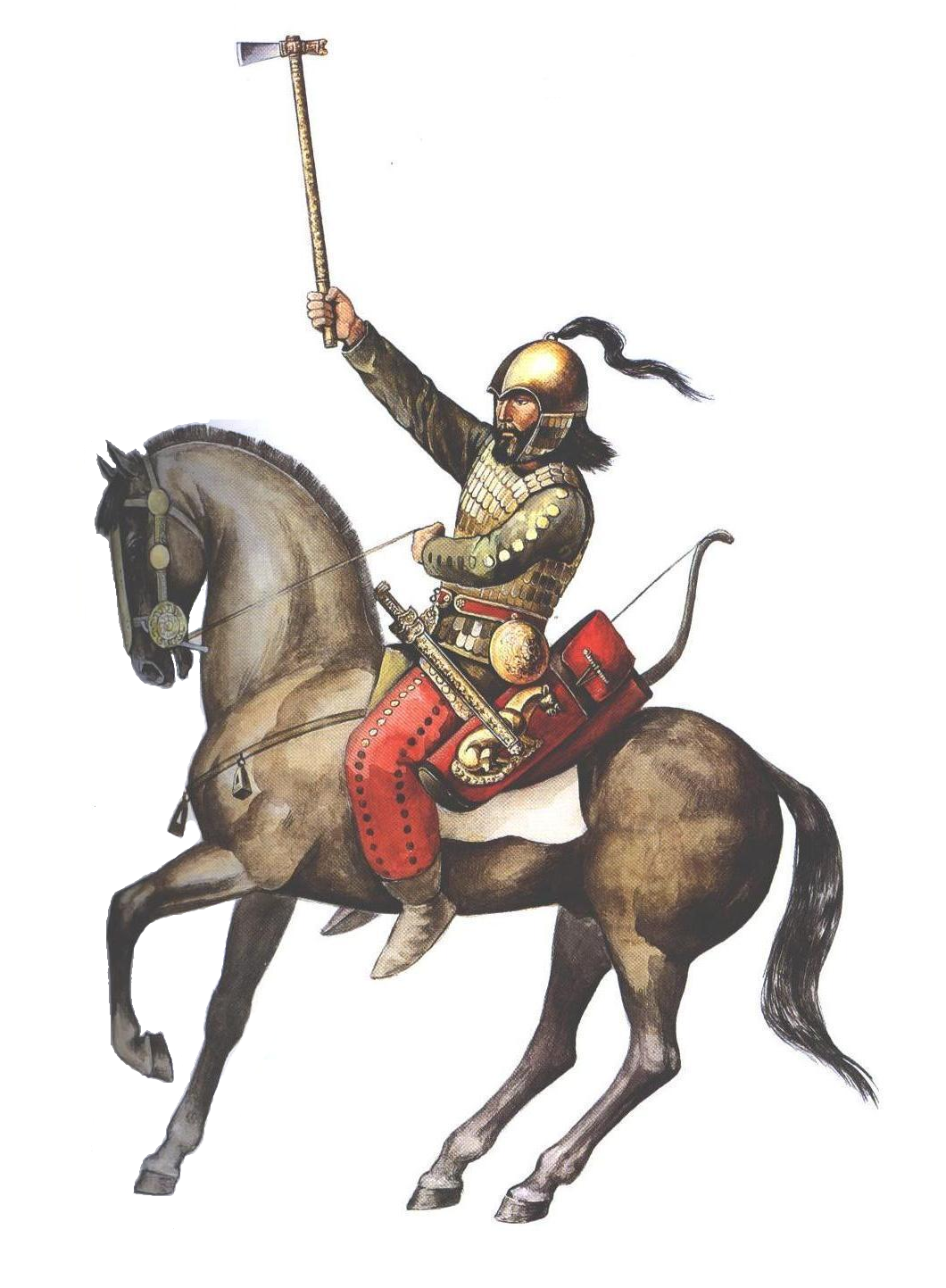
Goryt przy boku konnego wojownika scytyjskiego

Gorytos, goryt (stgr. γωρυτός; ros. горит, trb. gorit) – scytyjski futerał łuczniczy, będący połączeniem kołczanu na strzały i łubia na łuk. Stanowił jeden z podstawowych elementów wyposażenia starożytnego wojownika scytyjskiego.

## Budowa
Gorytos był podzielony na dwie części: jedną przeznaczoną na strzały i osobną dla łuku. Miał kształt prostokątny lub trapezowaty, przy czym będąc szerszy u góry, zwężał się ku dołowi. Dno miał zaokrąglone (o średnicy 12-15 cm) lub gruszkowate, także przedzielone na dwie części wzdłuż osi konstrukcji. Blacha pokrywająca dno zdobiona była w scytyjskim stylu zoomorficznym.
Podstawą konstrukcji gorytosu był drewniany szkielet, przy czym jego główny, najmocniejszy element otaczał górną krawędź po obwodzie, schodząc do dna, gdzie biegł pośrodku. Denko również otoczała drewniana obwódka. Na drewniany szkielet była naciągnięta skóra, a w częściach przeznaczonych na metalową okładzinę pokrycie stanowiło płótno. Cały gorytos był spojony na górnym brzegu. Między płótnem a okładziną stosowano wypełnienie mieszaniną gipsu i wapna dla wzmocnienia konstrukcji i uniknięcia deformacji zdobionych reliefami blach z cienkiego metalu, nierzadko złotych lub srebrnych. Okładziny te mocowano do drewnianego szkieletu za pomocą srebrnych gwoździków. Niekiedy kieszeń na strzały okrywał daszek. Gorytos bywał zwykle barwy jasnoczerwonej, niebieskiej lub granatowej.

## Zastosowanie
Wojownicy scytyjscy nosili go na lewym boku, przytroczony do pasa za pomocą rzemienia lub (rzadziej) niewielkich haczykowatych zaczepów. W pojemniku mieściło się od 50 do 180 strzał.

## Gorytosy paradne
Oddzielną grupę stanowiły tzw. gorytosy paradne. Ich przykłady odnaleziono w kurhanach władców i dostojników scytyjskich. Wykonane były z cienkich deseczek o grubości 1,25 cm, które obijano skórą koloru czerwonego i pokrywano złotymi lub srebrnymi, bogato zdobionymi aplikami z reliefami przedstawiającymi sceny ze scytyjskiej mitologii bądź utrzymanymi w charakterystycznym scytyjskim stylu zoomorficznym. Częstokroć artystyczne zdobienia gorytosu były wykonywane na zamówienie scytyjskich wodzów przez rzemieślników z greckich miast północnego wybrzeża Morza Czarnego. Podobne gorytosy odnaleziono w kurhanach Naddnieprza i Kubania, a także w grobowcu Filipa Macedońskiego w Werginie.